# Johann Michael Barth
Johann Michael Barth (* 7. Oktober 1723 in Schkeuditz; † im 18. Jahrhundert) war ein deutscher Mediziner und Leibarzt des Kanzlers von Litauen, dem Fürsten Czartoryski.

## Leben
Johann Michael Barth besuchte das Stiftsgymnasium in Merseburg und studierte anschließend ab 1742 an der Universität Leipzig Medizin. Nach seiner 1748 erfolgten Promotion wirkte er Mitte des 18. Jahrhunderts als Leibarzt des Kanzlers von Litauen Fürst Czartoryski.
Am 22. Dezember 1753 wurde Johann Michael Barth mit dem akademischen Beinamen Bassus III. unter der Matrikel-Nr. 581 als Mitglied in die Leopoldina aufgenommen.